# وارکرفت: آخرین نگهبان
وارکرفت: آخرین نگهبان (به انگلیسی: Warcraft: The Last Guardian) رمانی از جف گراب است که در زمان شروع جنگ اول در دنیای وارکرفت اتفاق می‌افتد.
در آوریل ۲۰۰۹ یک نسخه صوتی از این کتاب، خوانده شده توسط دیک هیل منتشر شد.

## خلاصهٔ داستان

#### از پشت کتاب
نگهبانان تیریسفال: مجموعه‌ای از قهرمانان غنی از قدرت‌های خدایی، که هر یک از آن‌ها در طول سالیان به تنهایی مجبور به انجام یک جنگ مخفی علیه لشکر سوزان شده بود. مدیو از بدو تولد سرنوشت داشت تا به بزرگترین و قدرتمندترین شخص این انجمن شریف تبدیل شود. اما از همان ابتدا یک تاریکی روح او را آلوده کرد، معصومیت او را فاسد و قدرت‌هایی را که باید برای خیرخواهی می‌جنگیدند، به شر تبدیل کرد. تسخیر شده توسط دو سرنوشت، مبارزهٔ مدیو علیه خباثت درونی‌اش با سرنوشت آزروث یکی شد... و دنیا را برای همیشه تغییر داد.

## توضیحات
مدت‌ها قبل از آغاز زمان ثبت شده، در مه غبار آلود گذشته، جهان آزروث وجود داشت. هر نوع موجود جادویی در میان قبایل انسان قدم می‌زد و همه در آرامش بودند - تا رسیدن شیاطین و وحشت‌های لشکر سوزان و پروردگار کینه‌توز آن‌ها لرد سارگراس، خدای تاریک جادوی آشفتگی.  اکنون اژدهایان، دورف‌ها، الف‌ها، گابلین‌ها، انسان‌ها و اورک‌ها برای برتری بر پادشاهی‌های پراکنده و متخاصم درگیر هستند - بخشی از یک طرح بزرگ و شرورانه که سرنوشت دنیای وارکرفت را تعیین می‌کند.